# Johann Peter Tappen
Johann Peter Tappen (auch: Johann Peter Tappe; getauft 11. April 1678 in Hildesheim; † 17. Juni 1754 in Hannover) war ein Beamter und von 1717 bis 1719 Bürgermeister von Hannover.

## Leben
Aus einer Hildesheimer Pastorenfamilie stammend studierte Tappen zunächst ab 1696 in Leipzig. Ab 1713 war er als Stadtsyndikus in Hannover tätig. 1717 wurde er schließlich zum Bürgermeister gewählt. Während seiner Amtszeit, die nur bis 1719 ging, verfasste er u. a. eine neue Schulordnung für die hannoversche Stadtschule. 1718 übernahm er zusätzlich das Amt des Landsyndikus und des Hofgerichtsassessors vom Fürstentum Calenberg. Nach seiner Zeit als Bürgermeister wechselte er in das Konsistorium und wurde 1735 Konsistorialdirektor.
Von Tappe, der – wie viele wohlhabende Bürger Hannovers – ein Gartengrundstück vor dem Aegidientor besaß, ging die Anstoß aus zu der 1746 gebildeten Aegidien-Gartengemeinde sowie der Bau der ersten, später sogenannten Alten Gartenkirche, die anschließend auf einem Teil des erst wenige Jahre zuvor angelegten Gartenfriedhofes errichtet wurde.
1749 legte Tappe seine Ämter im Fürstentum Calenberg nieder. Er starb am 17. Juni 1754.